# Corporations à Tournai
Une corporation est une association d’artistes, d’ouvriers ou d’artisans, laquelle avait un patron, un lieu de réunion et un drapeau sous lequel elle se rangeait pour exercer certains privilèges politiques ou remplir certains devoirs religieux ou civiques, d’où par extension le nom de bannière donné à cette association, et comme il y eut au terme des luttes sociales, 36 groupes de ce genre, on désigna l’ensemble des corporations des métiers sous le nom des 36 bannières.

## Les Corporations à Tournai
Une bannière était au départ le symbole matériel de la victoire des corporations (indépendance vis-à-vis du pouvoir des échevins de la ville), c’est le drapeau si convoité. Chaque bannière comprenant généralement plusieurs branches était désignée sous le nom de la plus importante et la plus nombreuse de ses branches. Chaque groupe gardait cependant une indépendance absolue vis-à-vis des autres groupes de la bannière.

### Liste des bannières des corporations
1. Les laboureurs
2. Les hautelisseurs
3. Les chirurgiens et barbiers
4. Les brasseurs
5. Les apothicaires et épiciers
6. Les tanneurs et corroyeurs
7. Les boulangers
8. Les graissiers
9. Les cabaretiers et fruitiers

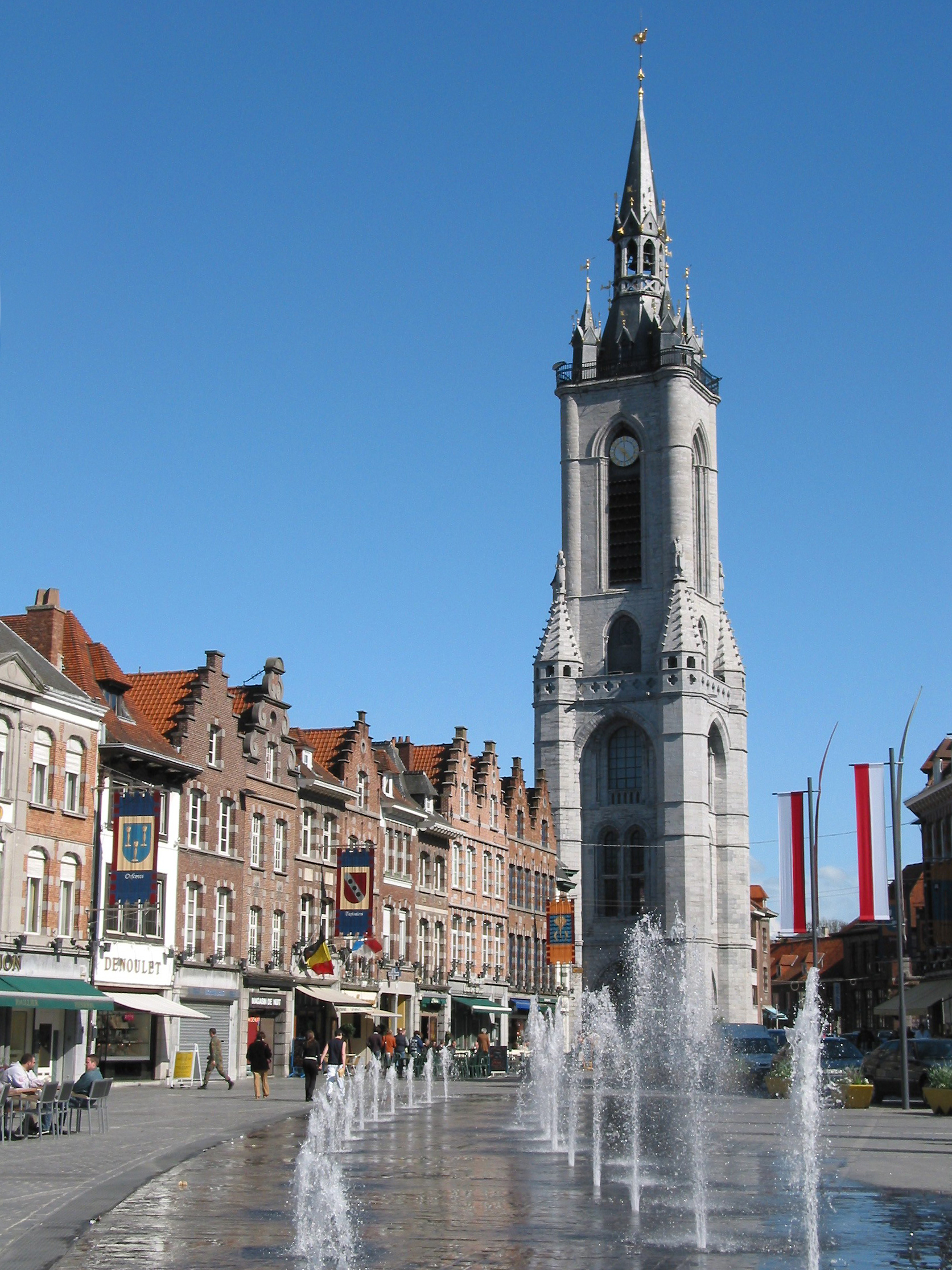
Beffroi de Tournai avec certaines bannières des corporations

10. Les chaussetiers, bonnetiers et culottiers
11. Les cordonniers
12. Les tailleurs d'habits
13. Les orfèvres, vitriers, peintres, étainiers et plombiers
14. Les menuisiers, mandeliers (vanniers), futailleurs, pâtissiers
15. Les bouchers
16. Les fèvres, comprenant les serruriers, chaudronniers, couteliers, taillandiers, cloutiers et fondeurs
17. Les charpentiers, mériniers (marchands de bois) et charrons
18. Les gorreliers, armoyeurs (armuriers), selliers, quinquailleurs et éperonniers
19. Les teinturiers et foulons
20. Les maréchaux-ferrants
21. Les poissonniers
22. Les bateliers et cordiers
23. Les gantiers
24. Les tonneliers
25. Les filtiers et retordeurs
26. Les maçons, tailleurs de pierre, chauffayeurs (chaufourniers)
27. Les fripiers
28. Les pelletiers et chapeliers
29. Les tisserands
30. Les sayetteurs (fabricants de saye, étoffe de laine)
31. Les aiguelleteurs (aiguilletiers)
32. Les savetiers
33. Les épeingliers
34. Les couvreurs, potiers de terre et plaqueurs
35. Les penneurs et chartons
36. Les corroyeurs

## Artisans tournaisiens
Définition
Un artisan est une personne qui fait un travail manuel à son propre compte, aidé souvent de sa famille, de compagnons, d'apprentis.
Hiérarchie des artisans
Les membres de chaque corporation sont répartis en catégories subordonnées les unes aux autres : les maîtres, les apprentis et les compagnons.
- Les maîtres constituent la classe dominante dont dépendent les deux autres. Ce sont des petits chefs d'ateliers, propriétaires de la matière première et des outils. Le produit fabriqué leur appartient donc et le bénéfice de sa vente reste entre leurs mains.
- Les compagnons sont des travailleurs rétribués ayant fini leur apprentissage, mais n'ayant pas pu encore s'élever au rang de maître.
- Les apprentis s'initient au métier sous la direction des maîtres car nul ne peut être admis à l'exercice de la profession sans garantie d'aptitude.

L'accès à la maîtrise
Les maîtres seuls faisaient partie de la corporation. On ne pouvait acquérir la maîtrise qu'après avoir satisfait à des formalités multiples et difficiles à remplir : après un long apprentissage, avoir travaillé un certain nombre d'années chez un maître, produit un chef-d’œuvre, c'est-à-dire une pièce de travail dont l'exécution était censée donner la mesure de la capacité de son auteur et après avoir payé des droits à la corporation.
Il est à noter qu'à Tournai, il n'est question de chef-d’œuvre avant le milieu du XVe siècle. Auparavant, l'apprenti et ses parents d'accord avec le maître, appréciaient seuls à l'expiration d'apprentissage si l'éducation professionnelle avait été suffisante.
Situation des artisans tournaisiens
Au Moyen Âge, chaque métier avait son quartier ; nombre de rues doivent leur nom aux artisans qui les occupaient.

### Liste des lieux par paroisse où les corporations s'étaient implantées
Paroisse de Saint-Piat
| Nom actuel             | Nom au Moyen Âge   | Métier              |
| ---------------------- | ------------------ | ------------------- |
| Rue des Carliers       | Rue des Karreliers | Charrons            |
| Quai des Poissonsceaux | Piscenerie         | Poissonniers        |
| (Rue Merchendon)       | Rue Miercendon     | Tanneurs            |
| Quai Taille-Pierres    | La Taille-Pierre   | Tailleurs de pierre |
| Rue Madame             | Rue des Hugiers    | Menuisiers          |
| (Rue des Brasseurs)    | Faisselerie        | Fagoteurs           |
| Rue des Paniers        | Rue des Piniers    | Peigneurs de laine  |

Paroisse Notre-Dame
| Nom actuel            | Nom au Moyen Âge             | Métier                         |
| --------------------- | ---------------------------- | ------------------------------ |
| Quai Notre-Dame       | La Taintenerie               | Teinturiers                    |
| Rue de la Cordonnerie | Rue de la Cordewanerie       | Cordonniers                    |
| (Rue du Corbeau)      | Rue des Conreurs             | Tanneurs,corroyeurs            |
| Rue de la Triperie    | La Macelerie ou Machekelerie | Bouchers                       |
| Rue des Chapeliers    | La Lormerie                  | Cloutiers,éperonniers,selliers |
| Rue de la Tête d'Or   | Capon                        | Bouchers                       |

Paroisse de Saint-Jacques
| Nom actuel                     | Nom au Moyen Âge | Métier     |
| ------------------------------ | ---------------- | ---------- |
| Rue des Bouchers Saint-Jacques | Rue au Viel      | Bouchers   |
| Rue des Corriers               | Rue des Coriers  | Corroyeurs |

Paroisse de Sainte-Marguerite
| Nom actuel          | Nom au Moyen Âge       | Métier    |
| ------------------- | ---------------------- | --------- |
| Rue des Foulons     | Rue des Foulons        | Foulons   |
| Rue de l'Ecorcherie | Rue de l’Ecorche-Keval | Abatteurs |

Paroisse de Saint-Brice
| Nom actuel         | Nom au Moyen Âge   | Métier   |
| ------------------ | ------------------ | -------- |
| (Rue des Poteries) | La Poterie         | Potiers  |
| Rue du Sondart     |                    |          |
| Quai Vifquin       | Rue de la Tannerie | Tanneurs |

### Activité des artisans
- Le laboureur: retourne la terre avec un instrument aratoire, un outil à main (bêche ou houe).
- Le hautelisseur: confectionne des étoffes.
- Le barbier: fait la barbe au rasoir à main.
- Le chirurgien: opère les gens à main nue ou à l'aide d'instruments.
- Le brasseur: fabrique de la bière.
- L'apothicaire: est un pharmacien.
- L'épicier: fait le commerce des épices.
- Le tanneur : traite les peaux des animaux de manière à les conserver et vend ces cuirs tannés.
- Le corroyeur : assouplit le cuir tanné.
- Le boulanger: travaille la farine pour en faire du pain.
- Le cabaretier: tient un établissement où l'on vend des boissons.
- Le fruitier: vend des fruits.
- Le chaussetier: fabrique des chaussettes.
- Le bonnetier: fabrique et vend des articles d'habillement en tissu à mailles.
- Le culottier: confectionne des culottes, des pantalons.
- Le cordonnier: fabrique et vend des chaussures.
- Le tailleur d'habits: confectionne des vêtements.
- L'orfèvre: fabrique des objets d'ornement, de table, en métaux précieux, en cuivre, en étain, en alliage.
- Le vitrier: vend, coupe et pose les vitres, les pièces de verre.
- L'étainier: fabrique des objets en étain.
- Le peintre: applique de la peinture sur une surface, un objet.
- Le plombier: pose des couvertures en plomb, en zinc, des conduites dans des édifices.
- Le menuisier: travaille le bois équarri en planches pour la fabrication de meubles.
- Le mandelier ou vannier: travaille l’osier, le rotin.
- Le futailleur: fabrique des récipients de bois en forme de tonneau, pour le vin, les alcools, les huiles.
- Le boucher: tue ou fait tuer les bœufs, moutons... et en vend la chair
- Le fèvre: travaille le métal
- Le serrurier: fait, répare, pose des serrures, des verrous et fabrique des clés.
- Le chaudronnier: fabrique et vend des ustensiles réservés aux usages domestiques.
- Le coutelier: fabrique, vend des couteaux et autres instruments tranchants.
- Le taillandier: fabrique des outils et fers tranchants utilisés par les cultivateurs et certains artisans.
- Le cloutier: fabrique et vend des clous.
- Le fondeur: fabrique des objets en métal fondu.
- Le charpentier: taille des pièces de bois pour obtenir l'ossature d'une construction.
- Le mérinier: vend du bois.
- Le charron: fabrique des chariots, des charrettes, ainsi que les roues de ces véhicules.
- Le gorrelier: travaille la peau de truie pour réaliser des bahuts, coffres et cassettes.
- L’armoyeur: fabrique des armes et les vend.
- Le sellier: fabrique et vend des selles qui servent de siège aux cavaliers.
- Le quinquailleur: fabrique et vend des ustensiles en métal.
- L’éperonnier: fabrique des tiges de métal, terminées par un ergot ou une molette, que le cavalier fixe à la partie postérieure de ses chaussures pour piquer un cheval et activer son allure.
- Le teinturier: imprègne les tissus de substances colorantes.
- Le foulon: presse le tissu avec les mains, les pieds ou avec un rouleau.
- Le maréchal-ferrant: ferre les chevaux.
- Le poissonnier: vend du poisson.
- Le batelier: conduit et entretient des bateaux destinés à la navigation intérieure.
- Le cordier: fabrique des cordes.
- Le gantier: fabrique ou vend des gants.
- Le tonnelier: fabrique ou répare des tonneaux.
- Le filtier: fabrique le fil à coudre.
- Le retordeur: retord le fil.
- Le maçon: exécute la partie des travaux constituant le gros œuvre d'une construction et les revêtements.
- Le tailleur de pierre: coupe la pierre, en retranche ce qu'il y a de superflu, pour lui donner une certaine forme, pour la rendre propre à un usage.
- Le chaufournier: assure la bonne marche d’un four à chaux.
- Le fripier: revend d’occasion des vêtements, du linge.
- Le pelletier: prépare, travaille ou revend des fourrures.
- Le chapelier: fabrique ou vend des chapeaux d’hommes.
- Le tisserand: fabrique des tissus sur un métier à bras.
- Le sayetteur: fabrique des étoffes de laine.
- L’aiguilletier: fabrique des cordons ferrés aux deux bouts qui servent à attacher les vêtements
- Le savetier: raccommode des souliers.
- L’épeinglier: fabrique des épingles.
- Le couvreur: construit ou répare les toitures des maisons.
- Le potier: fabrique ou vend des poteries.
- Le plaqueur: étend de la colle sur les pièces de bois à assembler et soumet ensuite celles-ci à l’action d’une presse.
- Le charton: fabrique des charrettes.
- Le corroyeur: procède à la préparation des cuirs en croûte.
- Le démêleur: prépare les fils de tissage.

### Présentation d'une rue commerçante

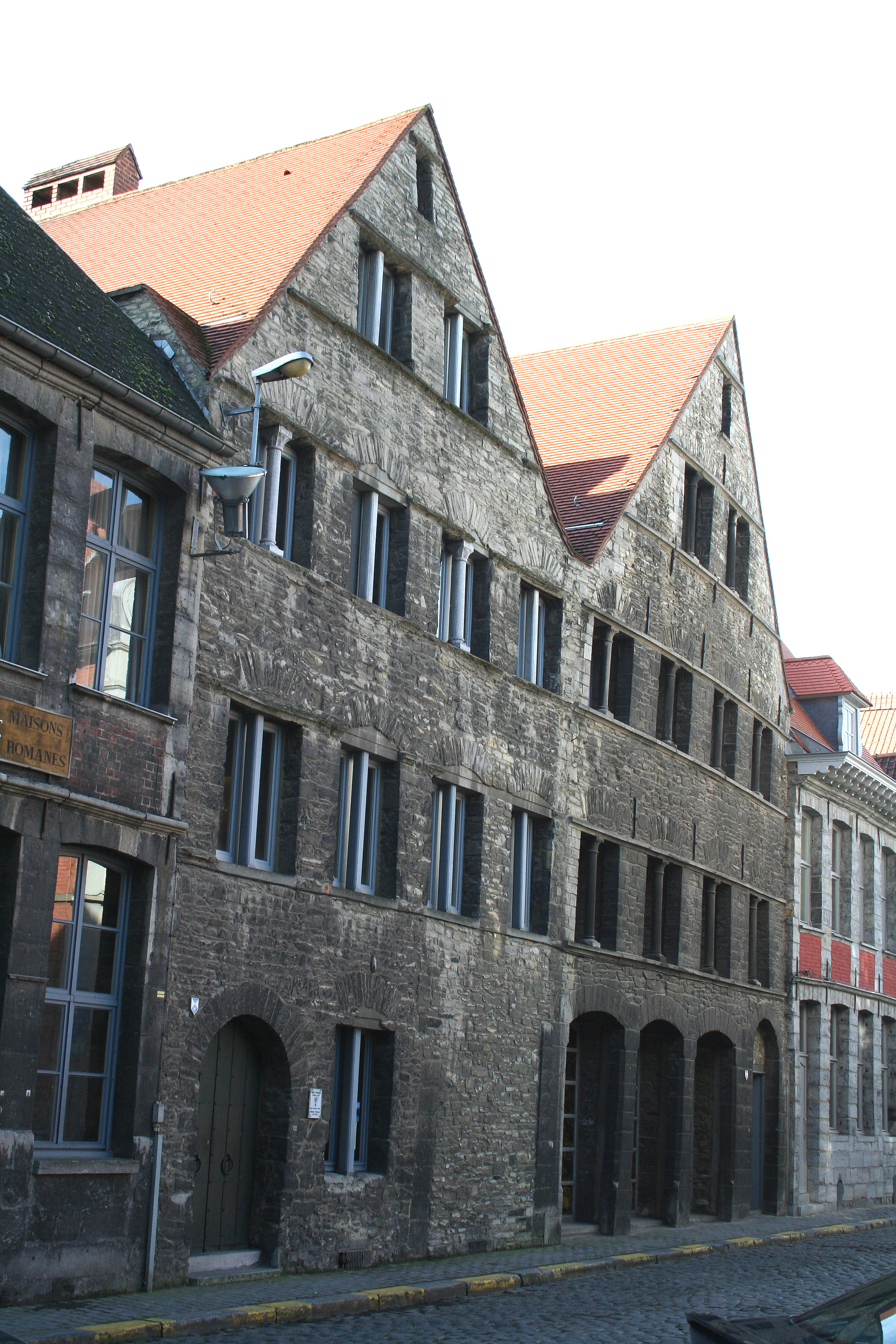
Maisons romanes à colombages rue Barre Saint-Brice à Tournai

La rue n’avait le plus souvent que deux à trois mètres de large, parfois moins comme on peut le voir encore dans de vieux quartiers de certaines villes. Le tracé était tortueux. Il y avait une rigole au milieu de la rue qui faisait office de tout-à-l’égout ; seule la pluie nettoyait le pavé. Les maisons, en bois ou en colombage (les murs de torchis étant soutenus par une ossature de poutres apparentes) et plus rarement en pierre, n’étaient pas alignées comme de nos jours et ne portaient pas de numéro. Il n’y avait pas de trottoirs.
Les boutiques occupent le rez-de-chaussée de la plupart des maisons. Elles donnent directement sur la rue : marchands et artisans travaillent, sous les yeux du public, dans des pièces grandes ouvertes, protégées du soleil et de la pluie par des auvents : l’étal est formé de volets rabattus à l’extérieur et vers le bas ; l’acheteur reste dans la rue.

### Arrivée progressive des corporations tournaisiennes
Au XIIIe siècle, l'artisan et le commerçant tournaisiens ne sont soumis alors qu'à une autorité officielle immédiate: le consistoire (assemblée) des échevins. Il appartient à ceux-ci de régler minutieusement l'organisation du travail, de fixer les salaires, de réglementer l'usage des poids et mesures, de surveiller la fabrication et la vente de tous les produits, de stipuler quelles pénalités sont applicables à ceux qui contreviennent aux ordonnances.
Mais l'échevinage, recruté parmi les bourgeois riches, détenteurs des puissances économique et politique, est devenu très tôt un corps aristocratique, hostile à l'élément ouvrier et systématiquement opposé à toute émancipation de la classe inférieure.
En 1279, de graves événements se sont produits: des foulons (ouvriers qui pressent le drap) et des téliers (vendeurs de toile) furent écroués. Pour éviter le retour de ces événements, on publie à Tournai un ban des Consaux interdisant formellement toute association des gens de métier en 1280. À ce moment, les luttes sociales ont pris naissance: elles aboutiront, mais tardivement, au triomphe des gens de métier.
Pendant toute l'année 1302, les artisans s'agitent sans trêve: les tisserands tiennent la tête du mouvement de révolte et il serait même question de lettres secrètes envoyés par les téliers de Tournai à ceux de Lille et de Gand. Ceux-ci se sont même fait confectionner un sceau et se réunissent clandestinement.
En avril 1307 éclate une émeute: le magistrat ayant décidé de lever une taille, les tisserands et foulons s'assemblèrent sur la Grand'Place, injurient les collecteurs de l'impôt et détruisirent les portes de la ville. Mais une circonstance inattendue vint subitement calmer les esprits : un orage épouvantable s'abattit sur la ville et dispersa les émeutiers. Ainsi, l'émeute d'avril 1307 ne produisit aucun effet au point de vue démocratique ni de progrès vers l'organisation corporative: le régime ancien reste debout, l'échevinage conserve la haute main sur tout ce qui concerne le commerce et l'industrie.
Mais l'idéal des artisans subsiste toujours: ils gardent l'espoir de conquérir un jour des droits politiques et de se donner, librement, une organisation corporative complète. En 1365, les luttes sociales renaissent. La perception prochaine de plusieurs impôts sert de prétexte à l'émeute. À la suite de cette émeute, les gens de métier purent formuler leurs desiderata sur la Grand'Place devant les instances supérieure. Ils demandaient le rétablissement par le Roi du régime politique de 1332-1340, régime où les gros bourgeois n'avaient rien à dire sur le gouvernement de Tournai. Ils voulaient aussi la destitution et l'emprisonnement des magistrats coupables d'avoir dilapidé les finances communales et la restitution aux métiers de leurs bannières. Le gouverneur dut accepter ces revendications.  On alla donc à l'artilleur de la ville chercher les bannières qui y étaient enfermées. Elles furent remises aux différents métiers.
Le lendemain, on procéda à l'élection d'une nouvelle loi puis à l'organisation d'un service de guet confié à des hommes de chaque métier. Chaque métier élut deux de ses gens pour aller avec les consaux quand ils seraient appelés. Les métiers étaient désormais associés à la vie politique et avaient des représentants directs au sein du gouvernement local, et de la sorte, une des aspirations les plus ardentes du parti populaire se trouvait satisfaite.
Les bannières se donnaient ainsi l'illusion d'un complet succès. Illusion, en effet! Car si, depuis lors et jusqu'en février 1367, les élus des métiers furent souvent appelés aux assemblées, le gouverneur royal manœuvra tant de diplomatie qu'en fait l'action des représentants populaires resta maintenue dans d'étroites limites.
Pendant l'année 1365, de vifs incidents eurent lieu et le Roi, averti de ce qui se passait à Tournai trouva un remède qui devait avoir pour conséquence de faire tomber le régime démocratique. Les métiers s'inclinèrent humblement, les élus des métiers durent remettre leurs pignons et bannières. Ils abandonnèrent ainsi les emblèmes qui symbolisaient leurs plus chères aspirations. En définitive, le gouvernement démocratique instauré en 1365 échouait lamentablement.
Dans les archives de tout le XIVe siècle et du commencement du XVe siècle, on y découvre des traces de méfiance de l'autorité communale à l'égard des classes ouvrières. On interdit régulièrement à tous gens de métier, de se trouver ensemble à plus de 4, de 7 ou de 10.
On découvre aussi de nombreuses convocations de drapiers, hautelisseurs, charpentiers ou d'autres chez les consaux pour qu'ils se conforment à diverses décisions. Mais les luttes sociales ne sont pas terminées, car les aspirations démocratiques, si souvent étouffées, couvent toujours sous la cendre.
En 1423, un conflit éclata et la démocratie finit par l'emporter. Tandis que le duc de Bourgogne s'était uni avec Henri VI d’Angleterre contre Charles VII et que l'oligarchie patricienne de Tournai se préoccupait de sauvegarder ses intérêts commerciaux, le parti populaire cherche à s'attirer les sympathies du Roi et pour cela, se fait l'allié des Armagnacs. Les circonstances étaient propices pour renverser la bourgeoisie. Le parti populaire le comprit et il provoqua de nouveaux troubles. L'avantage lui resta.
Les démocrates n'avaient pas oublié que dans une cave sous la Halle, reposaient captives les bannières des métiers. Le moment était venu de récupérer ces symboles de revendications populaires. On les réclama donc et les obtint sans difficulté. La révolution était faite. Le jour même, on opéra la répartition des métiers en 36 groupes destinés à former des unités administratives et politiques sous les bannières corporatives. Chaque bannière se choisit deux chefs, un doyen et un sous-doyen, et l'ensemble des 72 représentants des métiers forma un nouveau collège adjoint aux trois autres.
Au lendemain des journées révolutionnaires, un nouveau code de travail avait été réalisé. Désormais rien ne sera décidé sans l'avis des bannières. Deux chartes royales de mars et de juin 1424 vinrent confirmer le nouveau régime.